# Nguyễn Công Phượng

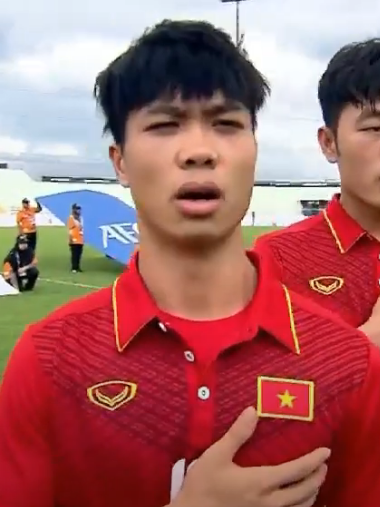

Nguyễn Công Phượng (21 de enero de 1995) es un futbolista vietnamita que juega como delantero para el Yokohama FC de la J1 League. Es internacional absoluto con la selección de Vietnam.

## Carrera de club

### Hoàng Anh Gia Lai F.C.

#### HAGL – Arsenal JMG Academia
En 2007, a oír el noticioso sobre HAGL – Arsenal JMG programa de reclutamiento de la Academia, Công Phượng persuadió su padre para traerle a Pleiku, donde HAGL – Arsenal JMG la academia basada para el probar-fuera. Sea uno del único catorce candidatos quién estuvo aceptado en a la academia fuera de aproximadamente siete mil candidatos de por todas partes el país en la primera selección.
En junio de 2010, Công Phượng y Nguyễn Tuấn Anh era el único dos jugadores de HAGL JMG Academia que estuvo invitado a unos quince días oversea tranning programa en Malí,  sea un programa de formación para jugadores superiores de JMG Academia de por todas partes el globo.
En noviembre de 2012, Công Phượng junto con Nguyễn Tuấn Anh, Lương Xuân Trường, Trần Hữu Đông Triều era cuatro de los jugadores de la academia recibieron la invitación para entrenar con Arsenal F.C. U–17 equipo. En la letra, el supervisor de rendimiento del arsenal, Steve Morrow declaró que director Arsène Wenger estuvo impresionado con los jugadores de la academia cuándo batieron Arsenal U–17 equipo en enero.
En octubre de 2014, HAGL – Arsenal JMG equipo de Academia Tailandia vencida U-21 3–0 en el Internacional U-21 Thanh Niên final de Taza del Diario. Un doble por Cong Phuong aseguró la corona para su equipo.

#### Hoàng Anh Gia Lai primer equipo
En 2015, Hoàng Anh Gia Lai F.C. Revolucionado su primer equipo, el club liberó la mayoría de sus primeros jugadores de equipo, sólo unos cuantos jugadores estuvo mantenido para guiar jugador joven de la academia. Công Phượng Estuvo promovido a primer equipo junto con el jugador de otra academia de la primera selección. Công Phượng Estuvo dado número 44 camisa en vez de número 10 cuál siempre lleve cuándo juego para equipo de academia y nacional U–19 equipo.
Công Phượng Hizo su 2015 V.Liga 1 debut el 4 de enero de 2015 en el juego de apertura de la estación contra Sanna Khánh Hòa F.C.. Hoàng Anh Gia Lai F.C. Ganado este juego 4–2 cuando Công Phượng puntuó dos veces. Công Phượng Puntuado otro tirante en la octava ronda contra Dong Thap FC. Công Phượng Acabó 2015 estación con seis objetivos en veinte cinco aspectos,  sea club principal goalscorer y tuvo segundo la mayoría de aspecto.

### Mito HollyHock
En 2015,  ha sido prestado a Mito HollyHock para EE.UU.$100,000. Công Phượng Está esperado para jugar para el club japonés en el 2016 J. División de liga 2 estación.

## Carrera internacional

### Vietnam U–19
Công Phượng Era primero llamado hasta Vietnam U-19 equipo en septiembre 2013 para participar en 2013 AFF U-19 Campeonato de Juventud. El equipo hizo él a la final con unbeaten carrera de cinco gana pero finalmente salido perdiendo a Indonesia de nación anfitriona U–19 en el brote de pena-fuera (7–6). Công Phượng Puntuado dos veces en esta competición.
Công Phượng Era el anotador de objetivo superior en el 2014 AFC U-19 cualificación de Campeonato aguantada en octubre de 2013. Puntúe siete objetivos qué incluir un tirante en contra Australia U–19, el juego acabado con un resultado impresionante de 5–1 gana para U–19 Vietnam. Su equipo acabado en la parte superior del grupo con nueve puntos y cualificados para el torneo final.
En el 2014 AFF U-19 Campeonato de Juventud en septiembre 2014, Công Phượng puntuó un objetivo de solo impresionante en contra Australia U–19 justo al final del juego qué ayuda su equipo consigue un 1–0 victoria. El objetivo estuvo votado tan objetivo de torneo; este objetivo ayudó para levantar Công Phượng popularidad aún más. Công Phượng Puntuado otro objetivo en el juego contra U–19 Japón. Su equipo hizo él al final y acabado tan corredor arriba después de que perdió el juego 0–1 a Japón U–19.
Công Phượng captained Su equipo en 2014 AFC U-19 Campeonato aguantado en octubre de 2014. Estuvieron puestos en un grupo duro con otra Asia powerhouses, Japón U–19, Corea del Sur U–19, y Porcelana U–19. Su equipo falló para hacer él a través de la etapa de grupo con dos pérdidas y un sorteo. Esto es Công Phượng último torneo con el U–19 lado.

### Vietnam U–23
En Marcha 2015, Công Phượng representó Vietnam U23 en 2016 AFC U-23 cualificación de Campeonato. Puntúe cuatro objetivos que ayudó el equipo para cualificar para el torneo final en 2016.
Công Phượng Era una parte de U23 Vietnam aquello jugado en Juegos de MAR 2015. Su equipo ganó la medalla de bronce, Công Phượng contribuyó tres objetivos, uno del cual contra U-23 Malasia estuvo votada tan objetivo del torneo.